# Ямамото Йодзі
Ямамото Йоджі (山本 耀司, Yamamoto Yōji, нар. 3 жовтня 1943, Токіо) — японський модельєр, який базується в Токіо та Парижі. Вважається фахівцем із пошиття одягу поряд із такими, як Мадлен Віонне, він відомий своїм авангардним пошиттям одягу з естетикою японського дизайну.
Ямамото виграв видатні нагороди за свій внесок у моду, в тому числі Кавалера/Офіцера/Командора Орден Мистецтв та літератури, Медаль Пошани з Пурпуровою стрічкою, Орден «За заслуги», Королівський дизайнер промисловості та Майстер нагороди за дизайн від Fashion Group International.
Ямамото виражає в своїй одежі авангардистський характер, створюючи моделі, що відрізняються від течій моди 20 століття, часто з незвично великими габаритами (настільки, що складно розгледіти фігуру), складками і блискучими малюнками. Зазвичай в моделях Ямамото використовується один колір (частіше чорний). Бренд Ямамото став широко відомим як в Японії, так і за її межами у 1980-х роках.
Ямамото випустив декілька колекцій, що стали відомими у всьому світі:
- Yohji Yamamoto
- Yohji Yamamoto POUR HOMME
- Yohji Yamamoto + NOIR
- Yohji Yamamoto Coming Soon
- Y's
- Y's for men
- Y-3
- Y's for living

## Раннє життя
Народившись в Токіо 3 жовтня 1943 року, Ямамото закінчив Університет Кейо зі ступенем юриспруденції в 1966 році. Він відмовився від перспективної юридичної кар'єри, щоб допомагати своїй матері в її швейному бізнесі, де він здобув навички кравця. Далі він вивчав дизайн одягу в Bunka Fashion College, отримавши ступінь у 1969 році.

## Кар'єра

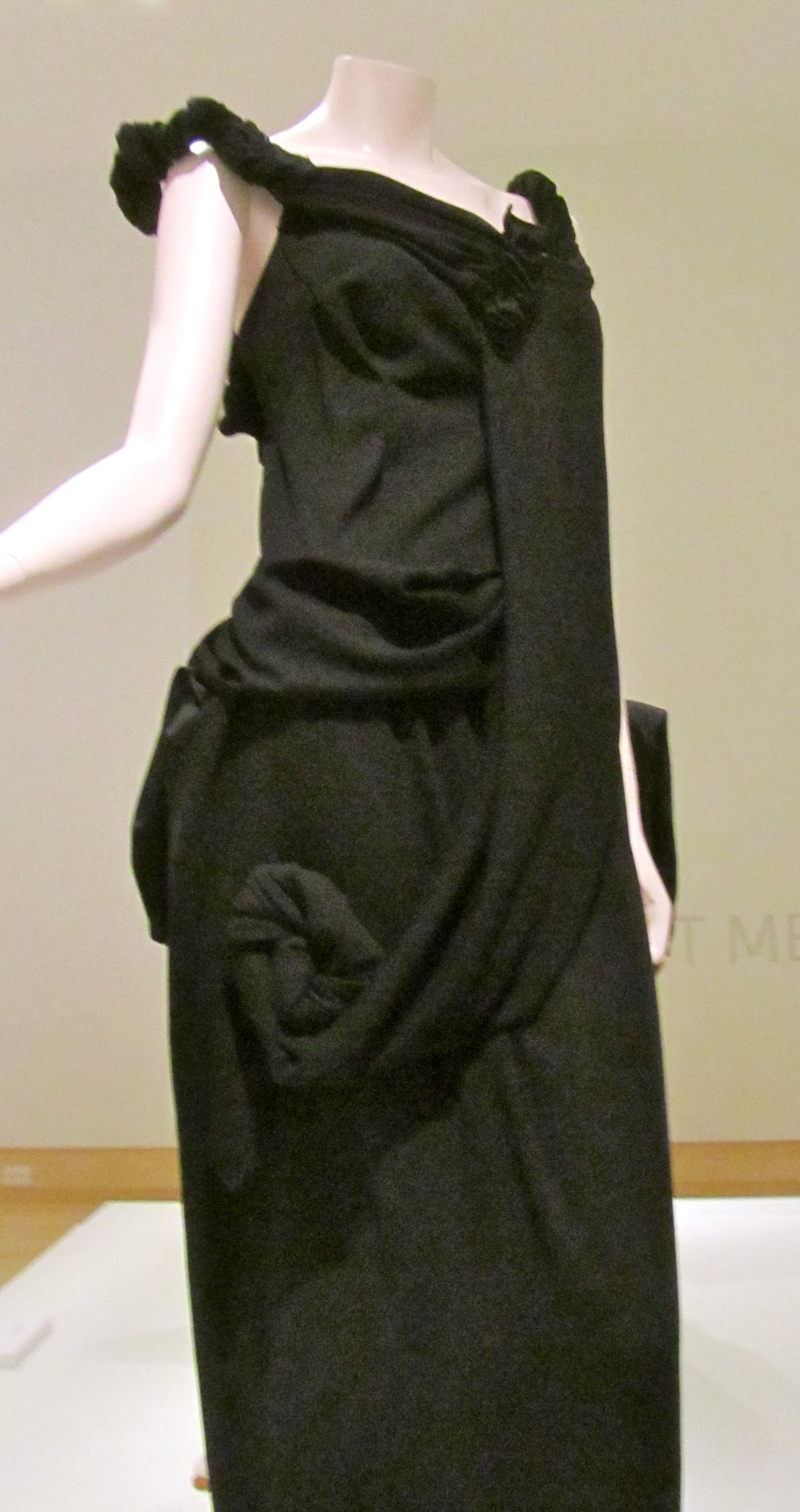
Поліестерова сукня Yohji Yamamoto 1998

Ямамото дебютував у Токіо в 1977 році, після чого відбулися ще два шоу: дебют у Парижі в 1981 році та в Нью-Йорку в 1982 році. Його перша колекція під лейблом Y's була зосереджена на колекції для жінок, яка відображала типовий чоловічий одяг, вирізаний у простих формах з випраних тканин і темних кольорів. В інтерв'ю The New York Times у 1983 році Ямамото сказав про свої дизайни: «Я думаю, що мій чоловічий одяг так само добре виглядає на жінках, як і мій жіночий […] Коли я почав займатися дизайном, я хотів зробити чоловічий одяг для жінок». Нещодавно він пояснив: «Коли я почав робити одяг для своєї лінійки Y's у 1977 році, все, що я хотів, це щоб жінки носили чоловічий одяг. Я підхопив ідею дизайну пальто для жінок. Це щось означало для мене — ідея пальто, яке охороняє та приховує тіло жінки. Я хотів захистити тіло жінки від чогось — можливо, від чоловічих очей чи холодного вітру».
Його комерційно успішна основна лінійка Yohji Yamamoto (жінки/чоловіки) і Y's особливо популярні в Токіо. Ці дві лінійки також доступні в його флагманських магазинах у Парижі та Антверпені, а також у елітних універмагах по всьому світу. Інші основні лінійки включають Pour Homme, Costume d'Homme і дифузна лінія Coming Soon. Yohji Yamamoto Inc. повідомила в 2007 році, що продажі двох основних лінійок Ямамото в середньому перевищують 100 мільйонів доларів на рік.
Ямамото відомий авангардним духом у своєму одязі, часто створюючи дизайни, далекі від сучасних тенденцій. Його фірмові оверсайз-силуети часто мають драпірування різних текстур. Колекції Йоджі переважно зроблені в чорному кольорі, який Ямамото описав як: "Скромний і зарозумілий водночас. Чорний ледачий і простий, але таємничий. Але, перш за все, чорний каже це: «Я не турбую вас — не турбуйте і ви мене».
Погані рішення фінансових менеджерів підштовхнули бренд до боргів на понад 65 мільйонів доларів США в 2009 році, що розлютило Ямамото та призвело до реструктуризації компанії з 2009 по 2010 рік. Пряма інвестиційна компанія Integral Corp була визначена як японська компанія, яка реструктуризує Yohji Yamamoto Inc і до листопада 2010 року компанія позбулася боргів і уникла ризику банкрутства.
З моменту свого паризького дебюту в 1981 році Ямамото Йоджі продовжує поширювати свій передовий вплив через моду. Тепер він робить стрибок у ширше творче поле з представленням нового концептуального розділу WILDSIDE.

## Адвокація модних тенденцій
У 2008 році було засновано Фонд миру Йоджі Ямамото, щоб сприяти розвитку індустрії моди в Китаї та допомогти вилікувати давню ворожнечу між Китаєм і Японією. Щороку китайський дизайнер-початківець буде нагороджений дворічною стипендією до коледжу моди в Японії чи Європі, а чоловіча або жіноча китайська модель буде обрана для дебюту під час паризького прет-а-порте сезону.
Ямамото сказав наступне: «У них, мабуть, так багато розлючених молодих людей. Будучи модельєром або художником, ви повинні бути злими». Про показ мод, який він влаштував у Пекіні навесні 2008 року, щоб започаткувати цю ініціативу, Ямамото сказав: «Це не політично. Я збираюся відкрити тут магазин, потім китайці приїжджатимуть, робитимуть там покупки, і тоді вони стануть щасливими. Справжнє мистецтво — робити людей щасливими, а також ставити запитання про суспільство».

## Нагороди
- Франція: Орден Мистецтв та літератури / Кавалер, 1994
- Японія: Медаль Пошани / Медаль Пошани з Пурпуровою стрічкою, 2004
- Японія: Japan brand development (contributed corporation) award from METI, 2005
- Франція: Орден Мистецтв та літератури / Офіцер, 2005
- Франція: Орден Мистецтв та літератури / Командор, 2011

## Галерея

Шоу Y-3 Fall/Winter 2010 на New York Fashion Week
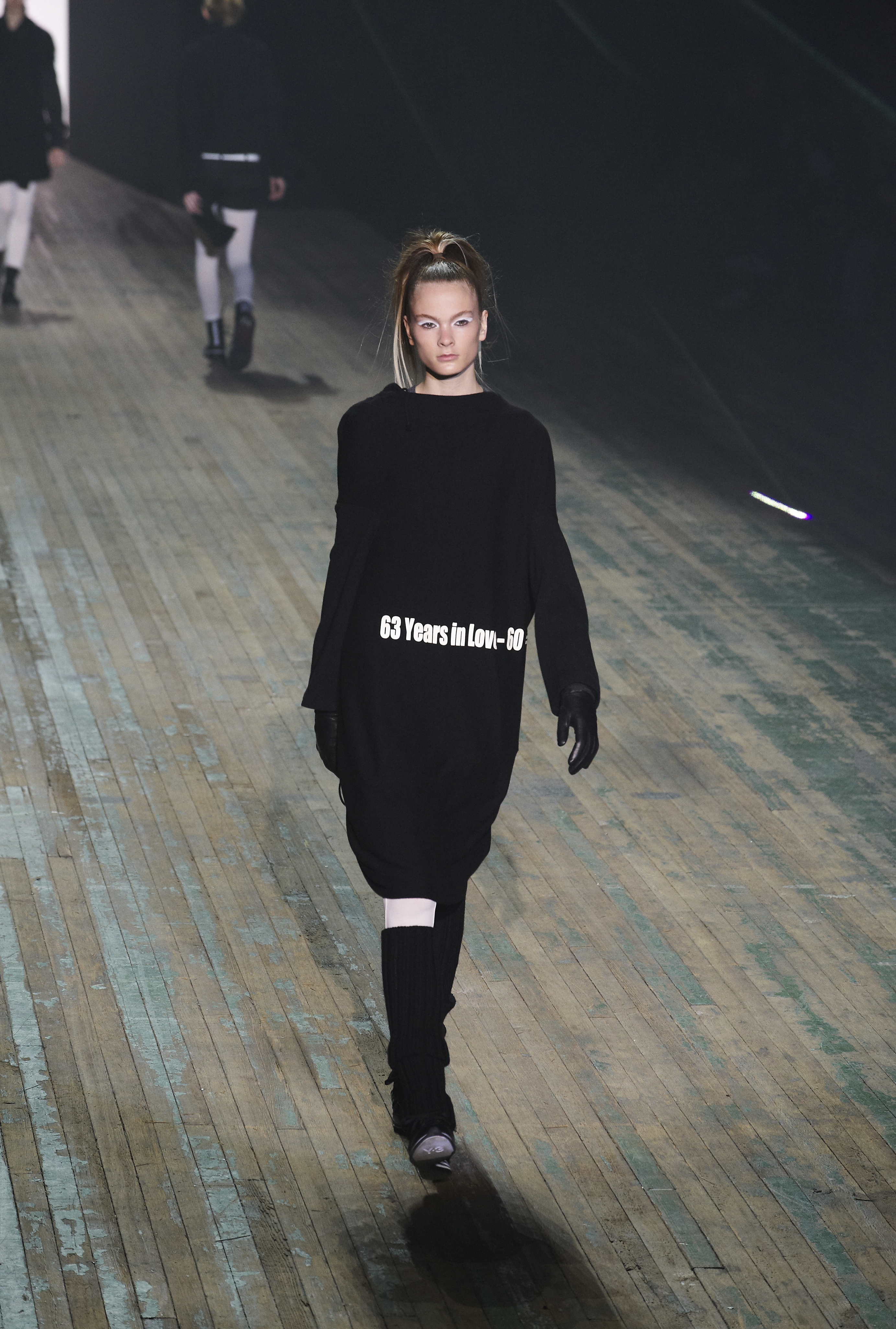
Чорне від Ямамото
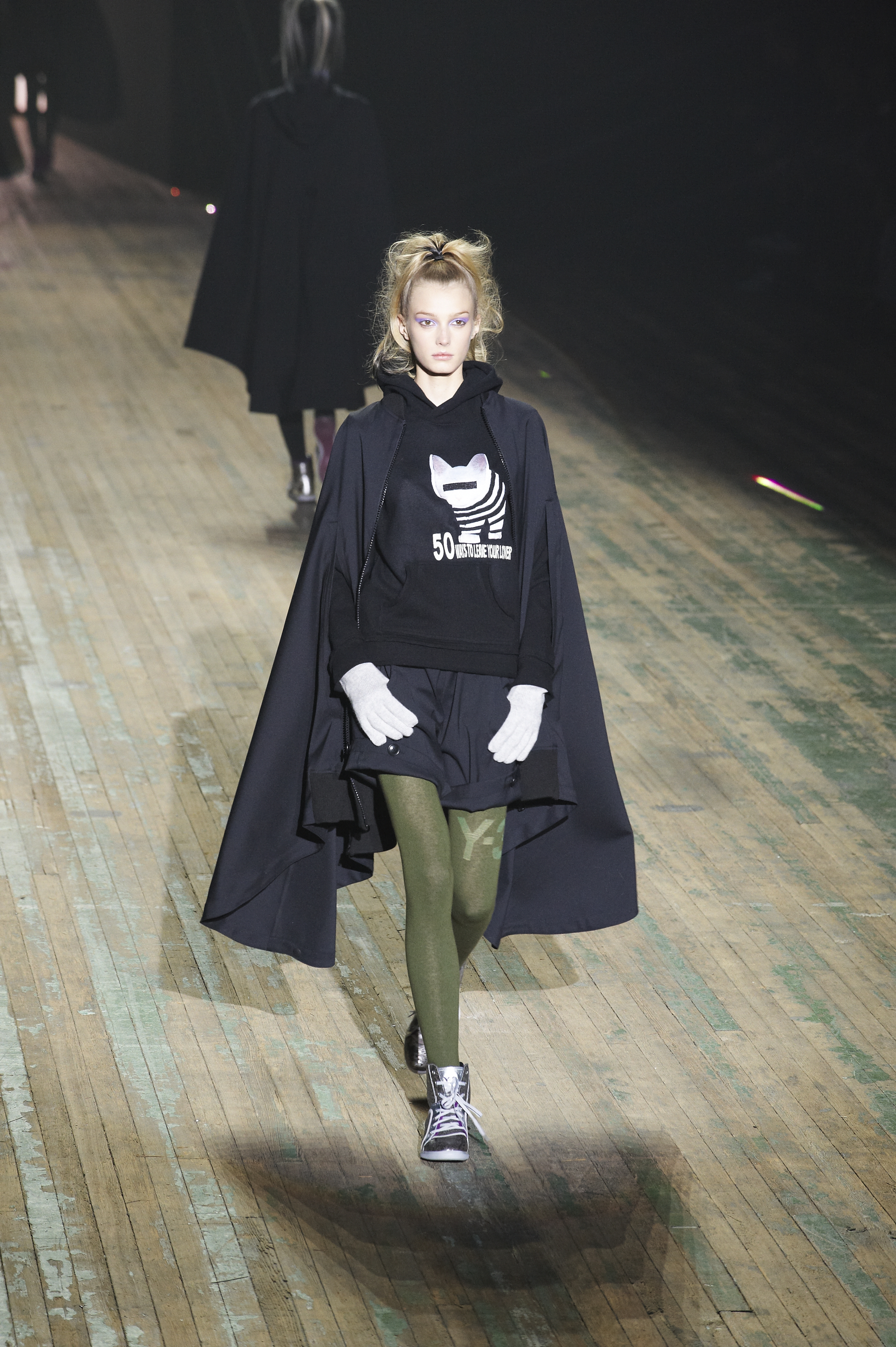
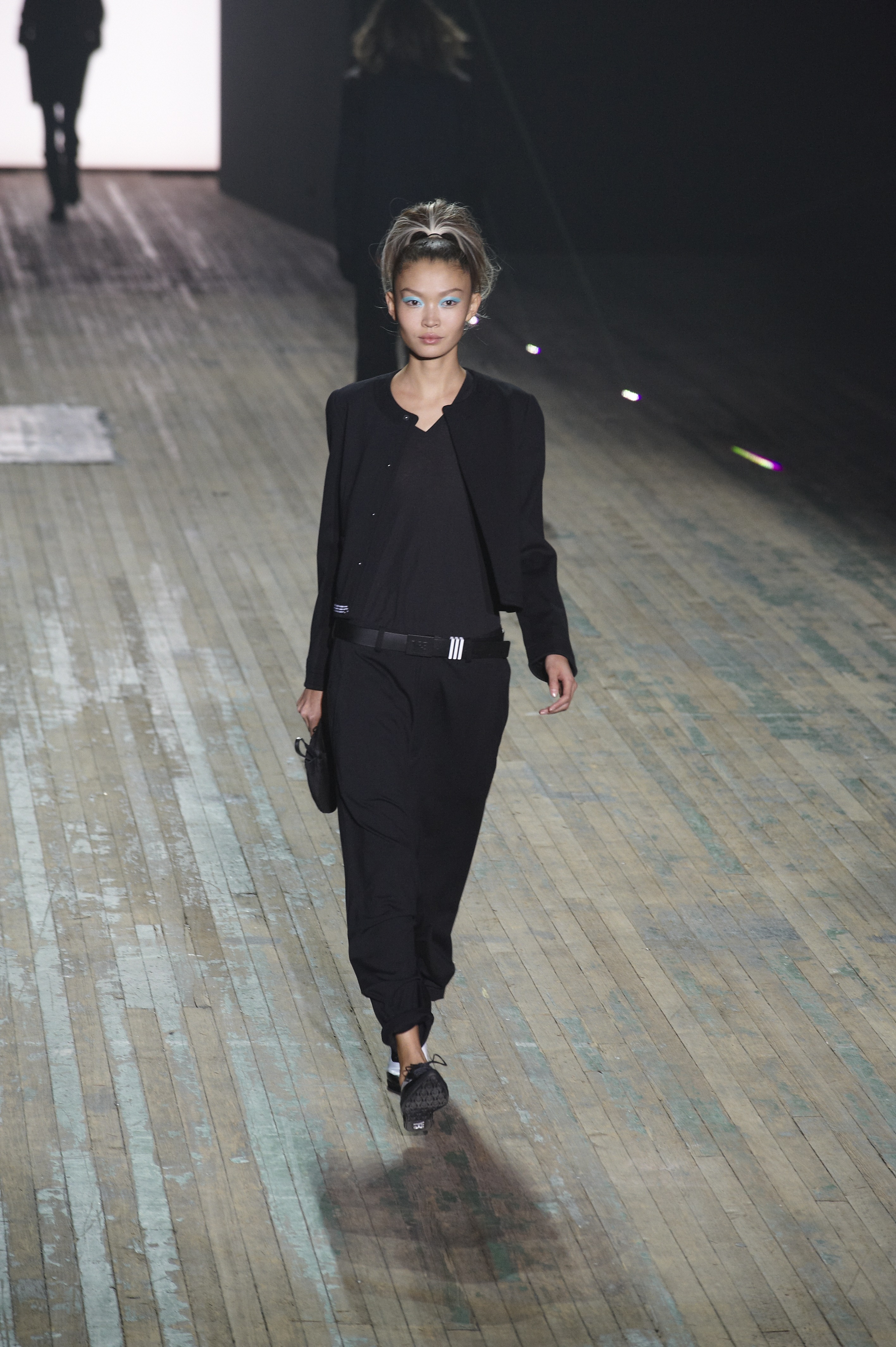
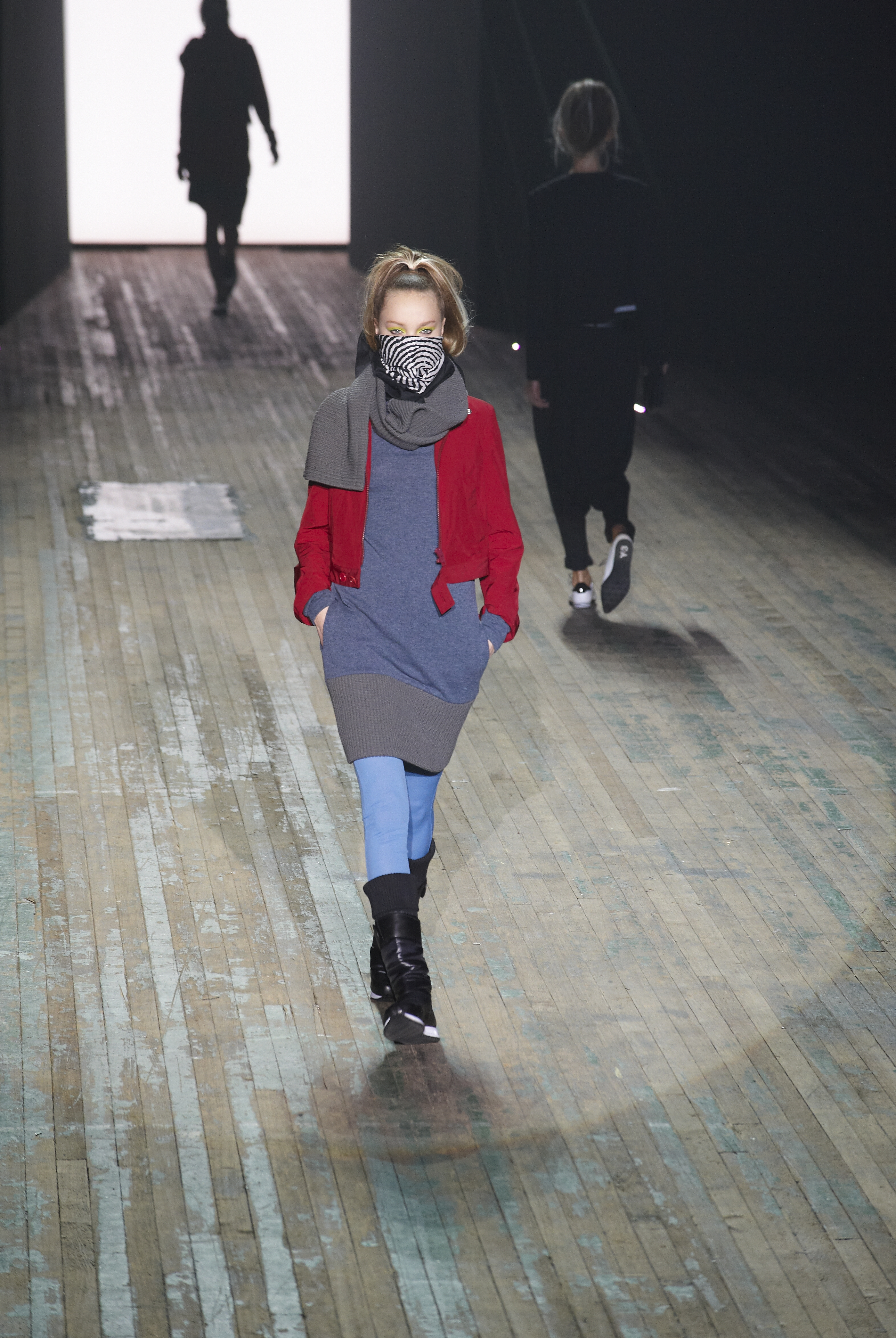
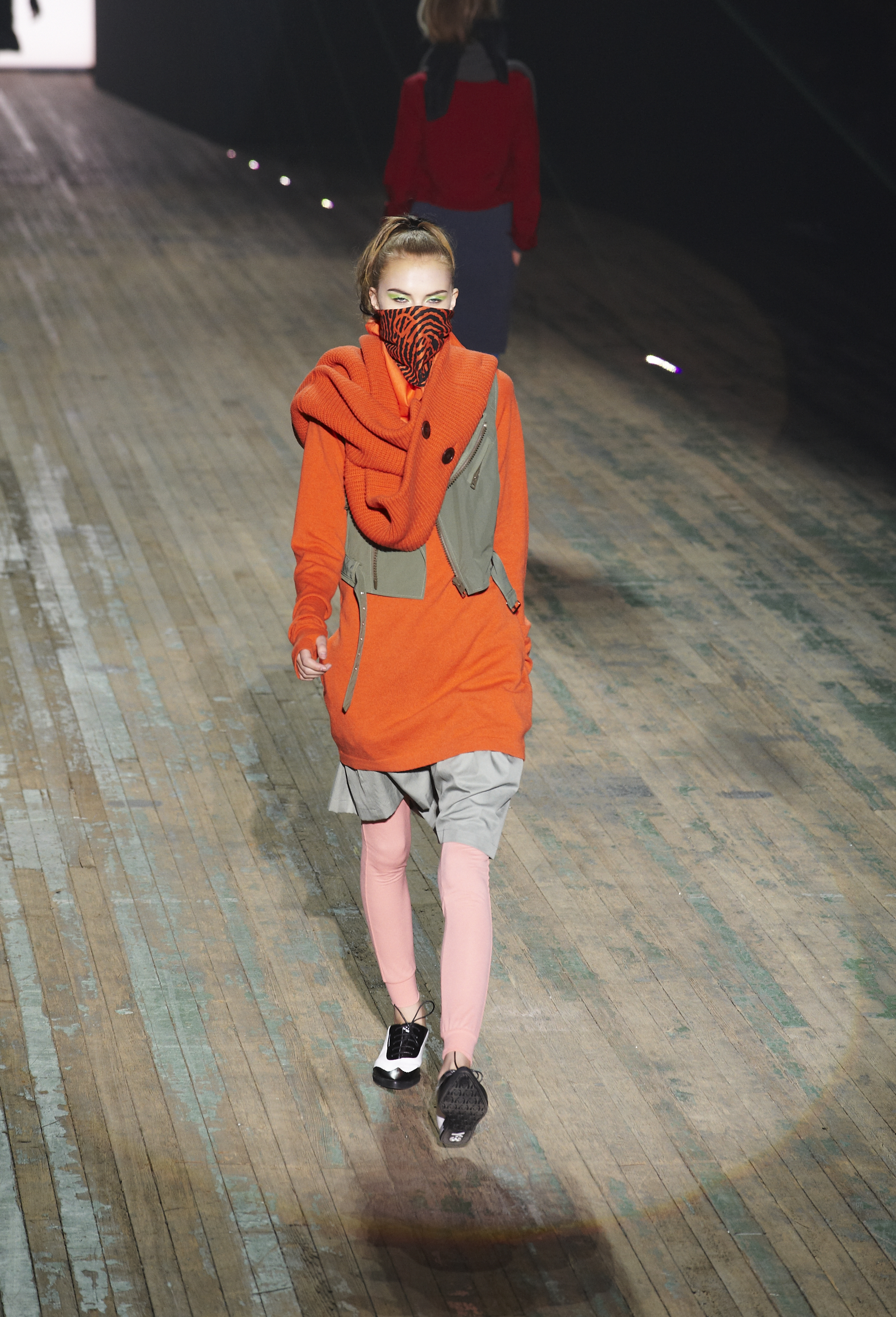
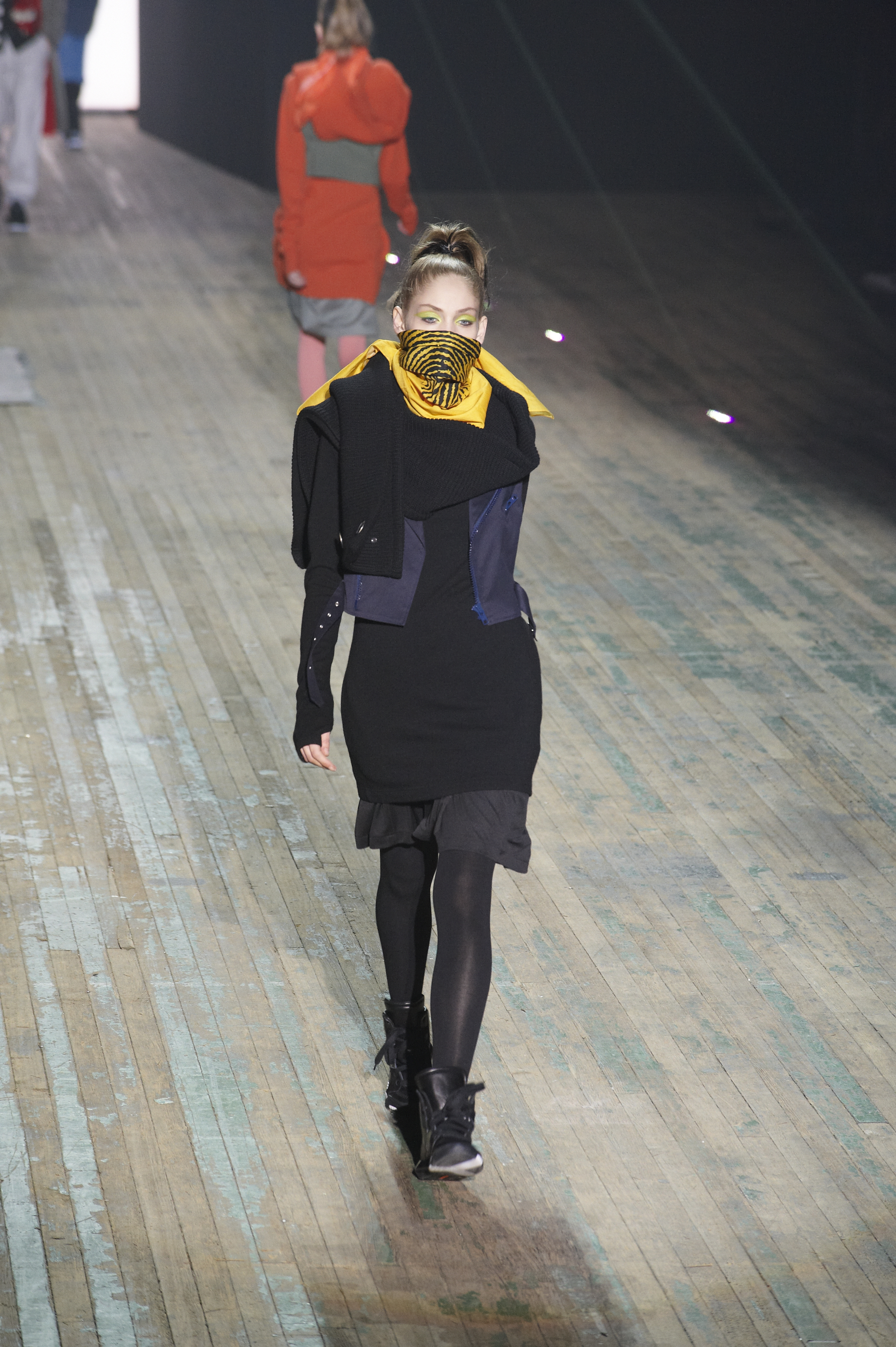